# 中部学院大学
中部学院大学（ちゅうぶがくいんだいがく、英語: Chubu Gakuin University、公用語表記: 中部学院大学）は、岐阜県関市桐ヶ丘2-1に本部を置く日本の私立大学。1918年創立、1997年大学設置。大学の略称は中部院大。

## 概要
大学は5学部と通信教育部、大学院は修士・博士課程を置いており、主に医療、教育、福祉、経営に関することを学ぶことができる。
ミッション系大学ではないが、創立者・片桐竜子の子、片桐孝がクリスチャンであったことから、キリスト教を教育の基軸に据えている。

## 沿革
- 1918年 - 片桐竜子により創設された岐阜裁縫女学校が起源。
  - この間の、系列校（母体校）は学校法人岐阜済美学院を参照。
- 1997年4月 - 中部学院大学開学（人間福祉学部人間福祉学科）。
- 2001年4月 - 人間福祉学部健康福祉学科を設置。大学院人間福祉学研究科（修士課程）を開設。
- 2003年4月 - 通信教育部（人間福祉学部人間福祉学科）および大学院人間福祉学研究科（博士課程）を開設。
- 2006年4月 - 人間福祉学部子ども福祉学科を各務原キャンパス（新設）に設置。
- 2007年4月 - 人間福祉学部子ども福祉学科を子ども学部子ども学科に改称。
- 2007年4月 - リハビリテーション学部理学療法学科を設置。
- 2008年4月 - 経営学部経営学科を設置。
- 2014年4月 - リハビリテーション学部に看護学科を増設し、学部名を看護リハビリテーション学部に改称。
- 2015年4月 - 子ども学部子ども学科を教育学部子ども教育学科に改称。
- 2017年4月 - スポーツ健康科学部 スポーツ健康科学科を設置。

## 組織
短期大学部については、中部学院大学短期大学部を参照のこと。

### 学部
- 人間福祉学部（関キャンパス）
  - 人間福祉学科

- 教育学部（各務原キャンパス）
  - 子ども教育学科

- 看護リハビリテーション学部（関キャンパス）
  - 理学療法学科
  - 看護学科
- スポーツ健康科学部（関キャンパス）
  - スポーツ健康科学科

- 通信教育部（関キャンパス）
  - 人間福祉学部
    - 人間福祉学科

### 別科
- 留学生別科

### 大学院
- 人間福祉学研究科
  - 人間福祉学専攻（修士・博士）

## 学生生活

### クラブ・サークル活動
スポーツ
- 硬式野球部 - 東海地区大学野球連盟の岐阜学生野球リーグに所属し、同リーグ戦最多の通算21回の優勝を数える。全日本大学選手権と明治神宮大会にも出場。

## キャンパス

関キャンパス

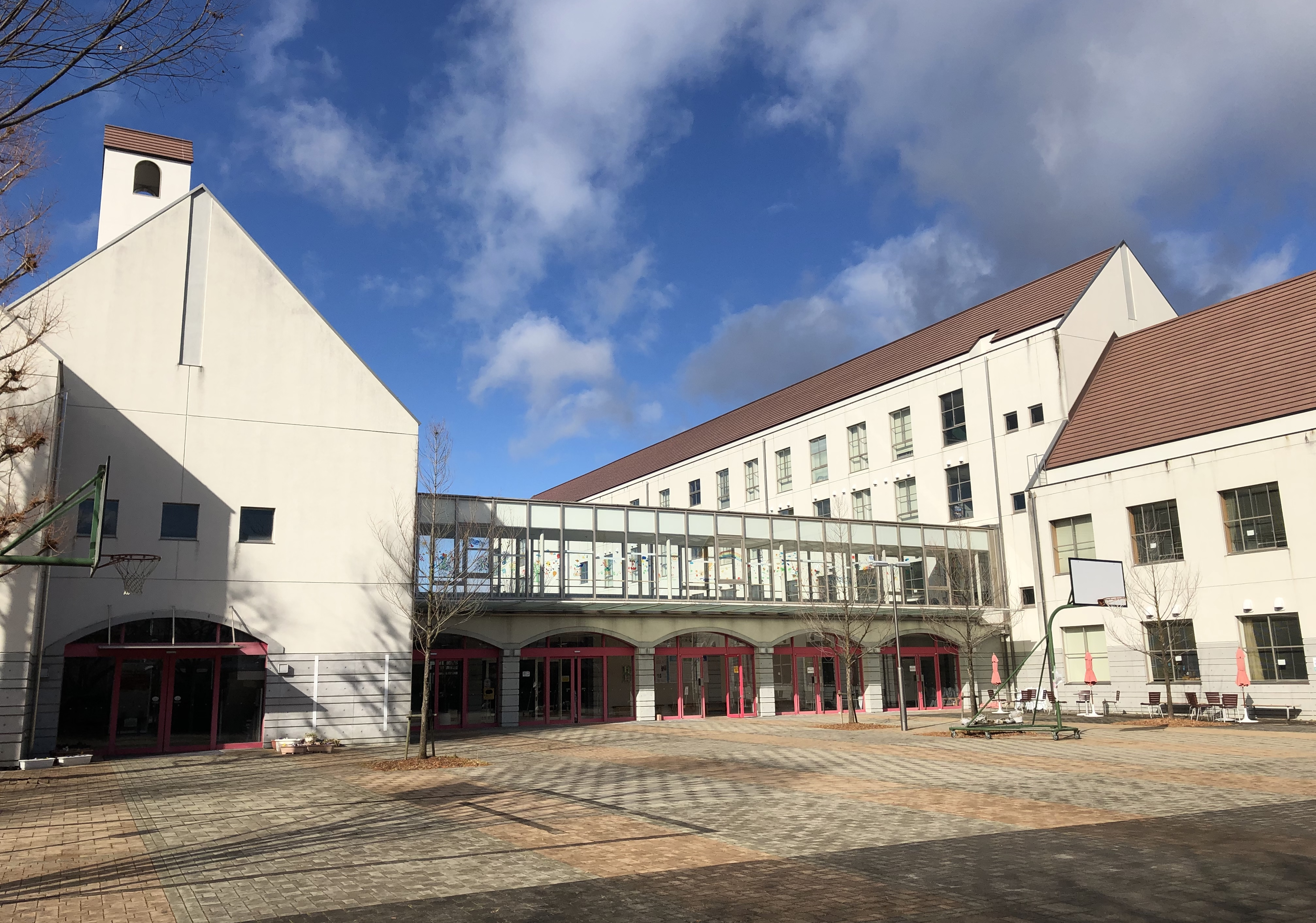
各務原キャンパス

- 関キャンパス
  - 岐阜県関市桐ヶ丘2-1

- 各務原キャンパス
  - 岐阜県各務原市那加甥田町30-1

## 対外関係

### 他大学との協定
国内大学
- 放送大学[1]

## 主な卒業生

### プロ野球
- 小豆畑眞也 - 元プロ野球選手（阪神タイガース）
- 野間峻祥 - プロ野球選手（広島東洋カープ）
- 床田寛樹 - プロ野球選手（広島東洋カープ）
- 平岡敬人 - 元プロ野球選手（広島東洋カープ）
- 坂田怜 - プロ野球選手（広島東洋カープ）
- 増田将馬 - プロ野球選手（くふうハヤテベンチャーズ静岡）

### バスケットボール
- 上田貴浩 - バスケットボール選手
- 並里祐 - バスケットボール選手